# Grave Dancers Union
Grave Dancers Union ist das sechste Studioalbum der US-amerikanischen Rockband Soul Asylum, das seit 1992 im Handel ist. Dank der Hitsingle Runaway Train wurde es zum Durchbruch der seit 1983 bestehenden Gruppe.

## Titelliste
1. Somebody to Shove – 3:59
2. Black Gold – 3:45
3. Runaway Train – 3:57
4. Keep It Up – 3:30
5. Homesick – 3:13
6. Get on Out – 3:34
7. New World – 3:48
8. April Fool – 4:04
9. Without a Trace – 4:26
10. Growing into You – 3:15
11. 99% – 3:51
12. The Sun Maid – 3:51

## Rezeption

### Kritiken
Der Autor von Allmusic schrieb, Grave Dancers Union sei ein solides Alternative-Rock-Album. Besonders gelobt wurden die Titel Homesick und New World, die den Grundstein für eine Wiederbelebung des Country-Rock gelegt hätten, sowie der „Megahit“ Runaway Train. Auch sonst waren die meisten Kritiken eher positiv, etwa von CD-Universe, das meinte, das Album sei wie gemacht zum „Mitsingen für ein Stadion voller Fans“.

### Auszeichnungen
- Grammy Awards 1993: Bester Rocksong des Jahres (für Runaway Train)[4]

## Kommerzieller Erfolg

### Chartplatzierungen
Das Album erwies sich als Durchbruch für die Band, die zuvor bereits fünf Alben veröffentlicht hatte, von denen sich jedoch keines in den Charts hatte platzieren können. Grave Dancers Union erreichte die Top 10 unter anderem in Deutschland, verfehlte diese in den USA nur knapp und konnte Platz 11 erzielen.
| ChartsChartplatzierungen       | Höchstplatzierung | Wochen |
| ------------------------------ | ----------------- | ------ |
| Deutschland (GfK)              | 8 (32 Wo.)        | 32     |
| Österreich (Ö3)                | 2 (21 Wo.)        | 21     |
| Schweiz (IFPI)                 | 4 (22 Wo.)        | 22     |
| Vereinigte Staaten (Billboard) | 11 (76 Wo.)       | 76     |
| Vereinigtes Königreich (OCC)   | 27 (25 Wo.)       | 25     |

| ChartsJahrescharts (1993) | Platzierung |
| ------------------------- | ----------- |
| Deutschland (GfK)         | 49          |
| Österreich (Ö3)           | 22          |
| Schweiz (IFPI)            | 27          |

### Auszeichnungen für Musikverkäufe
Das Album steht aktuell bei zweifachem Platinstatus in den Vereinigten Staaten, sodass das Album alleine dort mehr als zwei Millionen Mal verkauft worden sein muss.
| Land/Region                  | Auszeichnungen für Musikverkäufe (Land/Region, Auszeichnung, Verkäufe) | Verkäufe  |
| ---------------------------- | ---------------------------------------------------------------------- | --------- |
| Deutschland (BVMI)           | Gold                                                                   | 250.000   |
| Kanada (MC)                  | 2× Platin                                                              | 200.000   |
| Neuseeland (RMNZ)            | Platin                                                                 | 15.000    |
| Österreich (IFPI)            | Gold                                                                   | 25.000    |
| Schweiz (IFPI)               | Gold                                                                   | 25.000    |
| Vereinigte Staaten (RIAA)    | 2× Platin                                                              | 2.000.000 |
| Vereinigtes Königreich (BPI) | Gold                                                                   | 100.000   |
| Insgesamt                    | 4× Gold · 5× Platin ·                                                  | 2.615.000 |